# Pietraszki (Litwa)
Pietraszki (lit. Petroškos) − wieś na Litwie, w rejonie solecznickim, 7 km na wschód od Solecznik, zamieszkana przez 37 ludzi. Przed II wojną światową w Polsce, w powiecie lidzkim województwa nowogródzkiego.